# Costanza d'Avalos Piccolomini

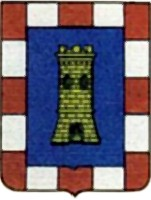
Stemma della famiglia d'Avalos

Costanza d'Avalos (... – Napoli, 1575) è stata una nobile di origine spagnola appartenente alla famiglia dei D'Avalos.

## Biografia
Era figlia di Innico II d'Avalos, primo marchese del Vasto, e di Laura Sanseverino.
Venne data in sposa al duca di Amalfi Alfonso II Piccolomini.
Diede al marito sette figli:
- Costanza, morta giovane;
- Antonio, marchese di Capestrano e conte di Celano (1520-1540);
- Innico (1523-Roma, 1566), erede del padre;
- Beatrice (?-1590), Terziaria Francescana;
- Pompeo (?-Spagna, 3 maggio 1562), vescovo di Lanciano e poi di Tropea;
- Vittoria (Amalfi, 152…-Napoli, 1587);
- Giovanni (1530-1590), barone di Scafati.

Fu poetessa e frequentatrice della raffinata corte di Ischia voluta dalla zia Costanza d'Avalos. Nel 1541 si ritirò sull'isola con i figli.
In vecchiaia si ritirò nel convento di Santa Chiara a Napoli, dove morì.